# 金曜日のバカ飯先輩
『金曜日のバカ飯先輩』（きんようびのバカめしせんぱい）は、原作：赤堀君、作画：よしづきくみちによるグルメ漫画、コメディ漫画。
「ヤンマガWeb」（講談社）において、2021年11月12日から2022年9月30日まで連載された。全23話。話数カウントは「○食目」。

## 概要
本作で主題になっている「バカ飯」とは、高カロリーであり、ズボラに作れる料理のこと。
「ヤンマガWeb」に掲載されたが、タイトルと同様に金曜日更新だった。

## あらすじ
食品会社入社1年目の社員辛坊剛は、企画部の新商品プレゼンのリモート会議でカロリー度外視で濃い味の「罪深きバカカレーうどん」を提案するが、先輩社員である皇あおいから「健康志向を推す会社の方針と合致していない」「企画の想定ターゲットは20代女性で食べ盛り高校生ではない」など公開処刑同然の厳しいダメ出しを食らう。会議では、皇がプレゼンした「これだけを食べやさい」が採用された。
きついダメ出しへの悔しさを噛み殺していた辛坊は、回線を切り忘れていたことに気づくが、その会議ウィンドウには皇が映っていた。皇への腹いせのネタにでもと辛坊が見たのは高校時代の赤いジャージ上下（「2-C すめらぎ」の名札縫い付けあり）でズボラに過ごす皇の姿。仕事でのきっちりした姿とのギャップにちょっとときめいてしまう辛坊だった。皇は更にたたみかけるように、辛坊がプレゼンした「罪深きバカカレーうどん」を作って食べ、その罪深き味覚の快楽に打ち震える姿を見せるのであった。

## 登場人物
皇 あおい（すめらぎ あおい）
ストイックで仕事に厳しく、食品会社の企画部のエースと評価されている美女。ただし、ストイック過ぎて同僚からは「カタブツ」と思われており、若干浮いた存在でもある。
ギャップ満載の彼女の可愛らしさが本作の魅力の一つに挙げられる。
辛坊 剛（しんぼう つよし）
主人公。
食品会社に入社1年目のルーキー社員。皇から指導を受けている。

## 制作背景
コロナ禍によるストレスを溜めている人も多い中、食で発散している人が多い。また、現代人は誰に言われることなく自らに節制を課していることが多いが、その中で週に1日だけでも、ほんのわずかな癒しの日、赦しの日があっても良いのではないかと考えられた作品である。
アフターコロナの世界でもあるため、作中でもリモートワークが取り扱われており、「ビデオ会議の切り忘れ」はアピールポイントの一つとなっている。また、原作の赤堀と作画のよしづきも企画の立ち上げ時に会食で一度あっただけで、以降は電話打ち合わせのみしか行っていない。

## 社会的評価
第1話に登場した「罪深きバカカレーうどん」は、解凍した冷凍うどんにレトルトカレー、焼き餅、チーズ、刻みネギ、卵黄、コーンを乗せたものであるが、複数のYouTubeユーザーが料理の再現に挑戦し、簡単ながらも味については高い評価がついている。

## 書誌情報
- 赤堀君（原作）・よしづきくみち（作画） 『金曜日のバカ飯先輩』 講談社〈ヤンマガKCスペシャル〉、全2巻
  1. 2022年5月発行（2022年5月19日発売[5]）、ISBN 978-4-06-527806-2
  2. 2022年12月発行（2022年12月20日発売[6]）、ISBN 978-4-06-530055-8